# فرج فلامرزي (مقاطعة فيروزآباد)
فرج فلامرزي (بالإنجليزية: Mazraeh-ye Farj Flamarzy)‏ هي human-geographic territorial entity تقع في فارس في إيران.